# Лоаре
Лоаре (фр. Loiret) департман је у северном делу централне Француској. Припада региону Центар, а главни град департмана (префектура) је Орлеан. Департман Лоаре је означен редним бројем 45. Његова површина износи 6.775 км². По подацима из 2010. године у департману Лоаре је живело 656.105 становника, а густина насељености је износила 97 становника по км².
Овај департман је административно подељен на:
- 3 округа
- 41 кантона и
- 334 општина.

## Демографија
| 1999.   |
| ------- |
| 618.126 |